# Cedofeita
Cedofeita was een freguesia in de Portugese gemeente Porto en telt 24.784 inwoners (2001). In 2013 werden de freguesias Cedofeita, Santo Ildefonso, Sé, Miragaia, São Nicolau en Vitória samengevoegd tot een nieuwe freguesia Cedofeita, Santo Ildefonso, Sé, Miragaia, São Nicolau e Vitória.

## Geboren in Cedofeita
- Mário de Araújo Cabral (1934-2020), Formule 1-coureur